# 234 v. Chr.
Portal Geschichte | Portal Biografien | Aktuelle Ereignisse | Jahreskalender | Tagesartikel

◄ |
4. Jahrhundert v. Chr. |
3. Jahrhundert v. Chr. |
2. Jahrhundert v. Chr. |
►

◄ | 250er v. Chr. | 240er v. Chr. | 230er v. Chr. | 220er v. Chr. |
210er v. Chr. |
►

◄◄ | ◄ | 237 v. Chr. | 236 v. Chr. | 235 v. Chr. | 234 v. Chr. |
233 v. Chr. |
232 v. Chr. |
231 v. Chr. |
► |
►►
Staatsoberhäupter

## Ereignisse

### Europa und Kaukasus
- In Ligurien, auf Korsika und auf Sardinien kommt es zu einer erfolglosen Rebellion gegen Rom.
- Einfall des makedonischen Königs Demetrios II. in Böotien. Die Stadt Pleuron wird bei den Kämpfen zerstört.

- 237 oder 234 v. Chr.: Nach dem Tod des Parnawasiden Parnawas I., König von Iberien (im heutigen Georgien), folgt diesem Saurmag I. auf dem Thron.

### Kaiserreich China
- In der Schlacht von Pingyang besiegt der chinesische Staat Qin den Staat Zhou, der dabei angeblich 100.000 Soldaten verliert.

## Geboren

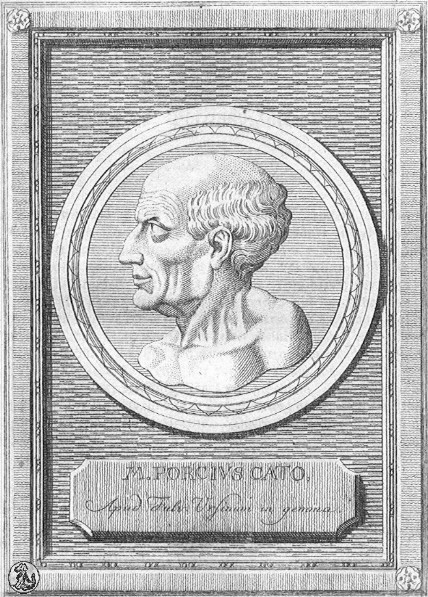
Marcus Porcius Cato der Ältere in einem nachantiken Stich

- Marcus Porcius Cato Censorius, römischer Staatsmann († 149 v. Chr.)
- Mao-tun, Herrscher der hunnischen Hsiun-nu († 174 v. Chr.)

- um 234: Gaius Livius Salinator, Konsul der Römischen Republik († 170 v. Chr.)